# Музей Орсе
Орсе́, или Орсэ, музей Орсе (фр. Musée d’Orsay) — музей изобразительных искусств, находится в Париже на левом берегу Сены, одно из крупнейших в мире собраний европейской живописи и скульптуры периода 1850—1910 гг. Третий по популярности музей Парижа и десятый — в мире. Основу коллекции составляют работы импрессионистов и постимпрессионистов. Коллекция богата также произведениями декоративного искусства в стиле ар-нуво, фотографиями и предметами архитектуры. Музей Орсе является одним из крупнейших художественных музеев в Европе. В 2019 году музей посетило более 3,6 миллиона человек. В 2022 году он стал шестым по посещаемости художественным музеем в мире и вторым по посещаемости художественным музеем во Франции после Лувра.

## Описание

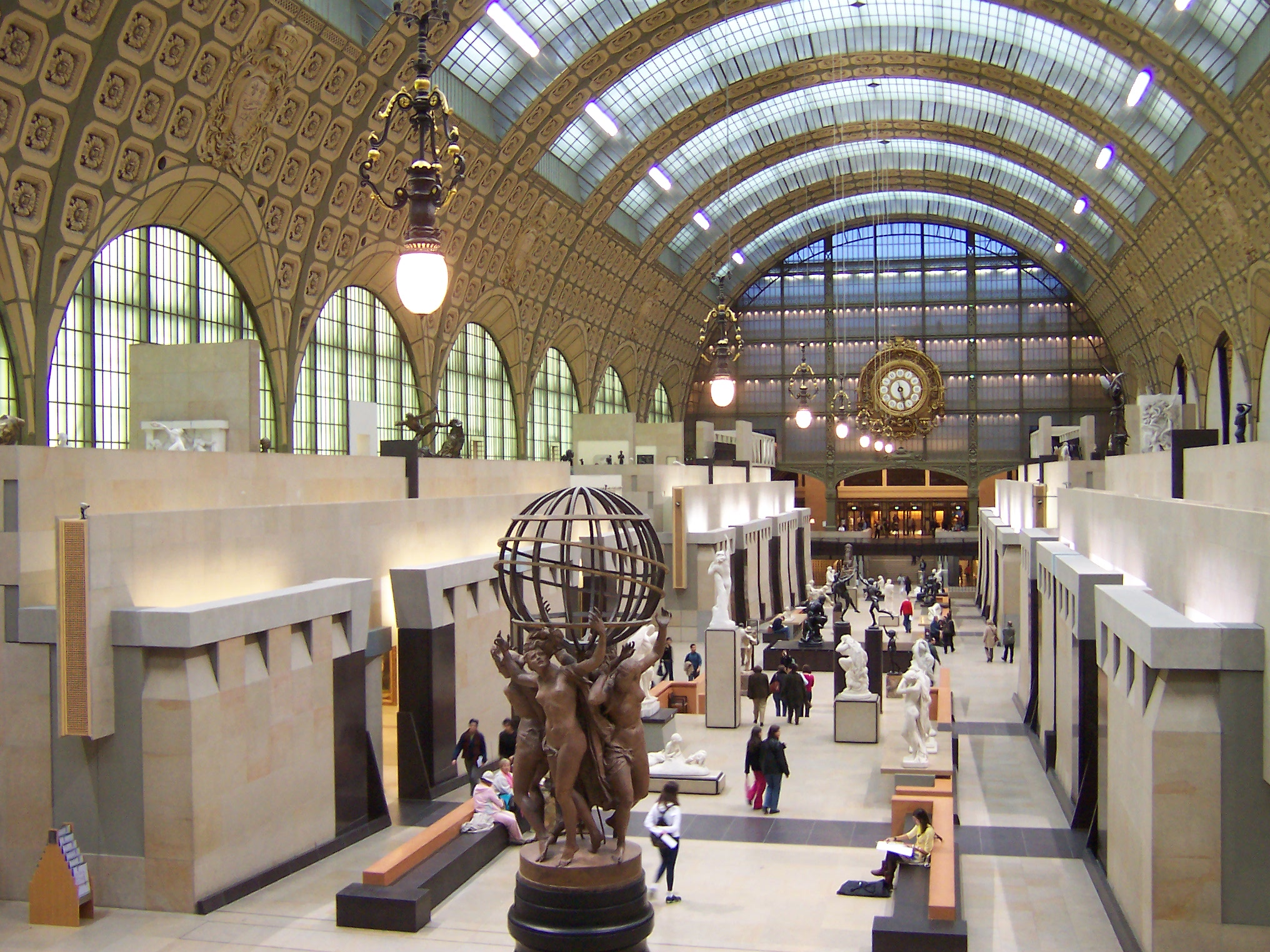
Центральный зал

Выставка музея располагается на пяти уровнях, все виды искусства (живопись, скульптура, архитектура, мебель, кино, фотография, музыка, художественное оформление оперы) представлены в хронологическом порядке. Музей Орсе, таким образом, заполняет промежуток времени между коллекциями Лувра и Музея современного искусства Центра Жоржа Помпиду. Основным является цокольный этаж, где на центральной аллее расположены скульптуры, как бы образующие железнодорожный путь бывшего вокзала. Особый интерес представляет масштабная модель здания Опера в Париже. В музее имеется несколько залов для временных выставок. Сама экспозиция музея меняется каждые 2-3 года.
Музей Орсе также является местом для проведения спектаклей и концертов. Кроме того, здесь проводится ежегодный фестиваль, посвящённый происхождению кино. Посетители могут регулярно посещать конференции и круглые столы, в особенности связанные с временными выставками.

## История
Музей Орсе располагается в бывшем здании одноимённого железнодорожного вокзала и примыкающего к нему отеля на левом берегу Сены в самом центре Парижа, через реку от Лувра. Вокзал, спроектированный в стиле бозар архитектором Виктором Лалу, был открыт 28 мая 1900 года и стал первым в мире электрифицированным вокзалом. Орсе обслуживал направление движения Париж — Орлеан. Однако к 1939 году движение поездов с этого вокзала практически прекратилось.
В 1971 году было принято решение здание снести. Однако его сохранили, и во время пребывания Жоржа Помпиду на посту президента появилась идея преобразовать вокзал в музей. В 1978 году сооружение получило статус исторического памятника.
Преемник Помпиду, Жискар д'Эстен начал процесс реконструкции вокзала и преобразования его в музей. В 1978 году был организован конкурс на проект нового музея. Команда из трех молодых архитекторов (Пьер Колбок, Рено Бардон и Жан-Поль Филиппон из ACT Architecture) получила контракт, предусматривающий создание 20 тыс. м2 новых площадей на четырёх этажах. Строительные работы были выполнены промышленной группой Bouygues. В 1981 году оформлением внутреннего интерьера музея занималась Гаэ Ауленти, знаменитый итальянский дизайнер. Работы по реконструкции продолжались до июля 1986 года. Потребовалось 6 месяцев, чтобы установить около 2 тыс. картин, 600 скульптур и другие работы. Президент республики Франсуа Миттеран торжественно открыл музей в декабре 1986 года.

## Фонды

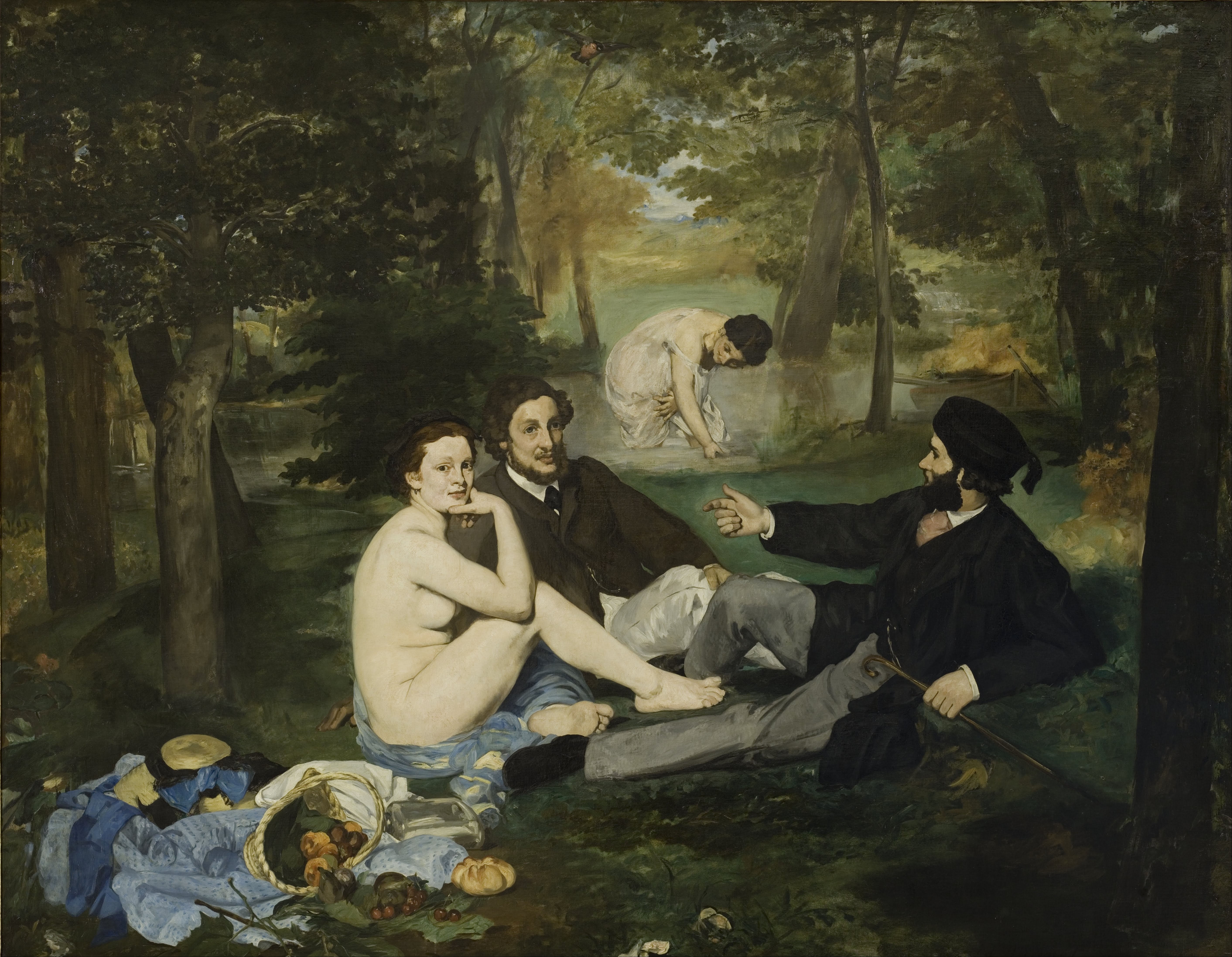
Эдуард Мане. Завтрак на траве

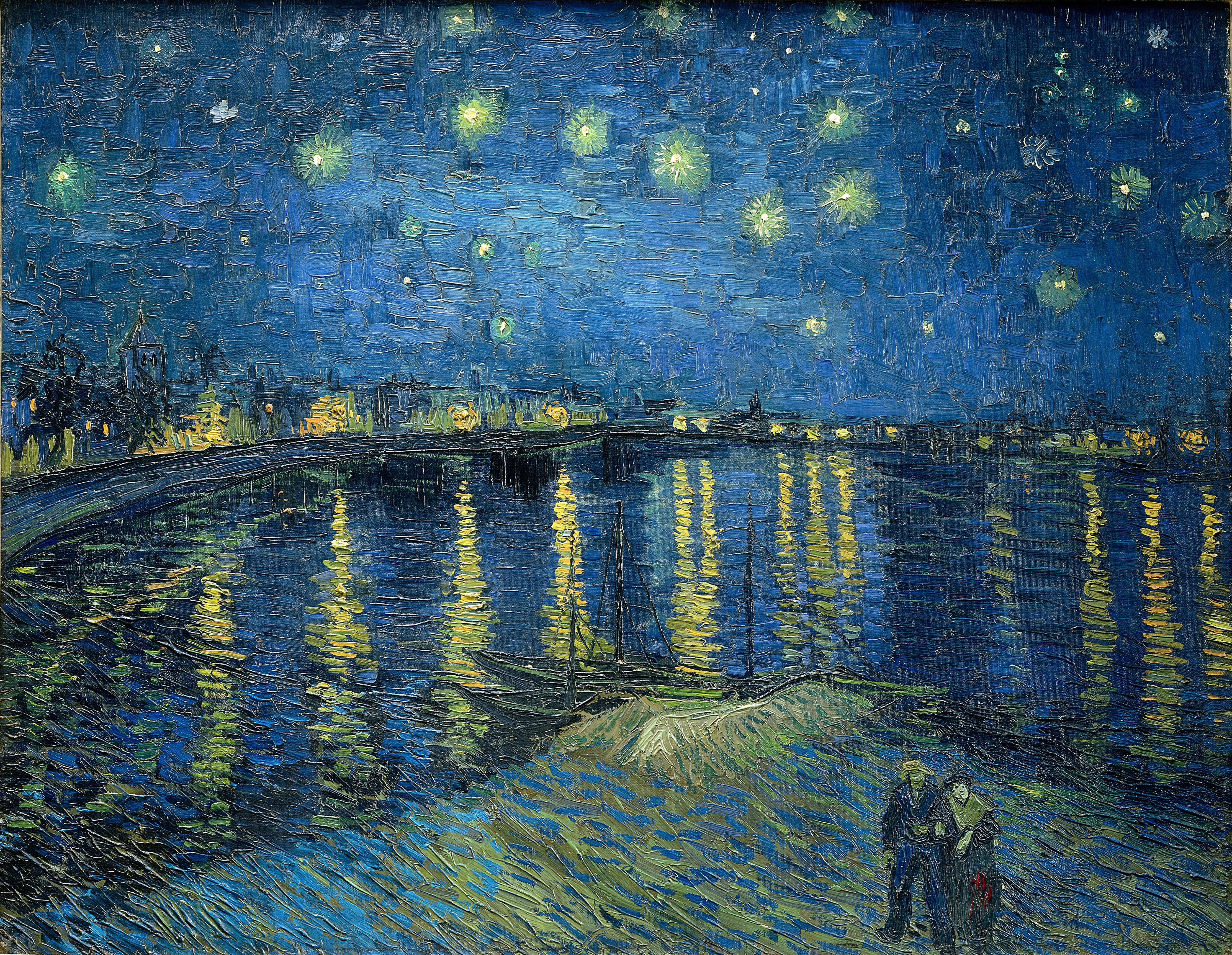
Винсент ван Гог. Звёздная ночь над Роной

Фонды музея сложились из нескольких источников:
- Депозитарий Лувра
- Галерея Жё-де-пом[англ.] (скульптура)
- Люксембургский дворец
- Малый Дворец

В 1978 году было создано Государственное учреждение по преображению музея, в рамках которого была разработана активная политика приобретения как бесплатно, так и за плату. Значительная часть музейных фондов образовалась в результате дарения меценатов, а также применения французского закона о наследстве, позволяющему наследникам уплатить налог на вступление в наследство как деньгами, так и частью наследуемого имущества. Крупнейший дар со времён окончания Второй мировой войны — 600 скульптур, картин и рисунков, преимущественно группы «Наби» — музею передали в 2016 году супруги Спенсер и Марлен Хейс из Техаса (США). По условию дара их коллекция не должна быть раздроблена, поэтому для её экспонирования музей решил освободить помещения, занимаемые библиотекой и архивами.
Таким образом, пополнение коллекции Музея Орсе никогда не прекращалось, что позволило увеличить количество произведений искусств на десятки тысяч.

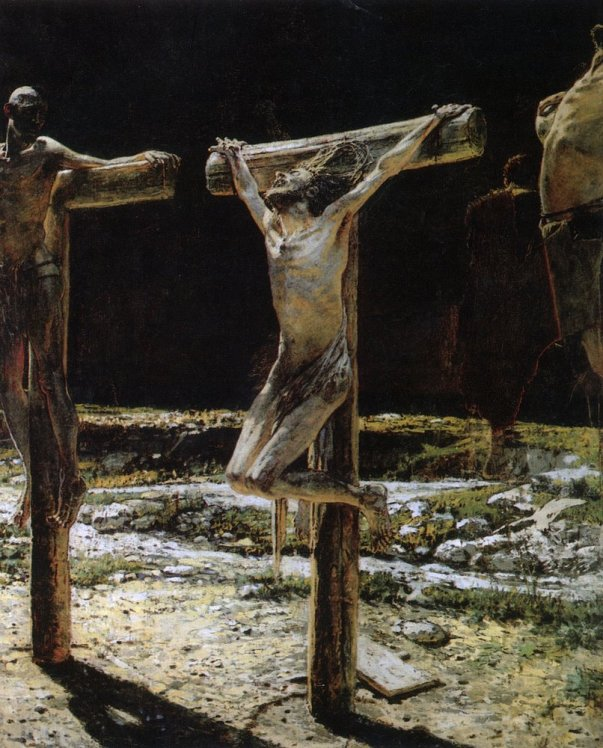
Николай Ге. Распятие, 1892

В настоящее время в Орсе демонстрируются работы таких мастеров, как:
- Жан Беро
- Пьер Боннар
- Эдуард-Дени Бальдюс
- Винсент Ван Гог — последние работы
- Поль Гоген
- Эдгар Дега
- Камиль Коро
- Гюстав Курбе
- Люсьен Леви-Дюрмэ
- Эдуард Мане
- Жан-Франсуа Милле
- Клод Моне
- Эдвард Мунк
- Камиль Писсарро
- Франсуа Помпон
- Огюст Ренуар
- Жорж Сёра
- Поль Синьяк
- Альфред Сислей
- Анри де Тулуз-Лотрек
- Теодор Шассерио
- Доминик Энгр

С 1982 года в музее Орсе находится «Распятие» Николая Ге — неоконченный художником вариант утраченной картины «Распятие» 1894 года, снятой с XXII Передвижной выставки по личному требованию императора Александра III и запрещённой к экспонированию на территории Российской империи.

## Посещение музея
Бесплатный вход для посетителей моложе 18 лет, инвалидов с сопровождающим, для молодежи 18—25 лет по четвергам после 18 часов, для всех — в первое воскресенье месяца.
Касса: 9:30—17:00, чт. 9:30—21:00.
Метро: «Solférino», «Assemblée nationale», RER «Musée d’Orsay».